# Fox River Állami Fegyintézet
A Fox River Állami Fegyintézet egy kitalált büntetésvégrehajtási intézet, amely A szökés c. amerikai televíziósorozatban szerepel. A Fox Rivernek feltüntetett börtön valójában a chicagói Joliet börtön, amely 2002 óta nem üzemel.
A fegyencek a börtönben két blokkba, a keletibe és a nyugatiba vannak elosztva, a két blokkot a déli szárny választja el egymástól. A sorozatban szereplők legtöbbje az A szárnyban van. A Fenyegető körülmények c. epizódból kiderül, hogy a szökés szempontjából fontos gyengélkedő a szemben lévő szárnyban helyezkedik el.
A börtön 1858-ban épült, ekkor a csövek még ólomból készültek. Száz év múlva – megismerve az ólom káros hatását – rézcsövekre váltották őket. Az utána következő ipari műanyag csöveket is csak a többi mellé fektették, mivel nem volt pénz a régi vezetékek felszedésére, elszállítására. Így most kihasználatlan csövek fekszenek az épület alatt, amelyeken a szökevények kijutnak. Négyzet alakú a területe, a négy sarkában egy-egy őrtorony található, ezek közül háromból lehet látni azt a csatornafedelet, amin Michaelék a szökés éjjelén feljöttek és amelyiken Sucre vissza szeretett volna menni a cellájába a pihenő alatti lyuk betemetése után.
A kertben van egy csap, amivel egy csatornát lehet nyitni és zárni. Ez segítette a csapatot a gyengélkedő alatti helyiségbe való feljutásban.
A nagy füves részen padok vannak, amelyeknek egyikéből Michael kiszedett egy csavart, hogy a WC-t elmozdíthassa a helyéről.
A börtön udvarán helyezkedik el az őrök pihenője, ahonnan eredetileg szöknek a fegyencek.
A börtön vagy a Fox elnevezésű folyóról kaphatta a nevét (ez angolul Fox River), vagy a műsort közvetítő csatorna nevéről, a FOX Broadcasting Company nevéből.

## Igazgatói
- Henry Pope